# The Magic Cup
The Magic Cup er en amerikansk stumfilm fra 1921 af John S. Robertson.

## Medvirkende
- Constance Binney som Mary Malloy
- Vincent Coleman som Bob Norton
- Blanche Craig som Mrs. Nolan
- William H. Strauss som Abe Timberg
- Charles Mussett som Peter Venner
- J.H. Gilmour
- Malcolm Bradley som Parsons
- Cecil Owen